# Ajda Kalan
Ajda Kalan (- Lesjak), slovenska radijska in televizijska voditeljica, * 1943, † 15. februar 2014.
Svojo radijsko pot je po opravljenem tečaju za napovedovalce pri učiteljici in mentorici radijskih govorcev Ani Mlakar začela pred petdeset leti. Ob klasičnem napovedovalskem delu je vodila številne javne oddaje in koncerte ter bila pred več kot 45 leti tudi ena prvih bralk slovenskega televizijskega Dnevnika. Na TV Ljubljana je pričela delati 1969, najprej v televizijskem Obzorniku, nato Dnevniku. Po letu 1975 je nadaljevala delo Ane Mlakar.. Po nekaj letih so ji zaradi krščanskega križca, ki ga je imela okoli vratu za dobrih 8 let prepovedali pojavljanje na malih zaslonih, na povabilo Jureta Pengova se je nato vrnila na TV Dnevnik, ki ga je vodila še v devetdeseta leta 20. stoletja.
Bila je mentorica številnih napovedovalcev ter učiteljica govora številnih novinarjev in drugih radijskih govorcev. S svojim delom je tudi širše vplivala na slovensko govorjeno besedo in tako v veliki meri prispevala k ohranjanju in uveljavljanju zborne izreke na Slovenskem.

## Nagrade
- Kristalni mikrofon za življenjsko delo, priznanje Društva poklicnih radijskih in televizijskih napovedovalcev Slovenije leta 2011.[2]